# کاسنی فرنگی
کاسنی فرنگی یا کاسنی سالادی (به انگلیسی: Endive) یا هندبا با نام علمی Cichorium endivia گیاهی است از خانواده کاسنی دارای برگهای دراز و تکه‌تکه و که گاهی تابدار (فری) می‌باشد. این گیاه خوراکی بوده و در سالاد به‌طور خام یا پخته می‌خورند.
کاسنی فرنگی در باغ‌های سبزیکاری و در جالیز صیفی کاشته می‌شود.
این گیاه خوراکی بوده و در سالاد به‌طور خام یا پخته مصرف می‌شود. کاسنی فرنگی برای کبد و تصفیه خون بسیار مفید است. این سبزی سرشار از املاح معدنی و آنتی‌اکسیدان و ویتامین B, K، A و C است. این محصول زیر خاک‌اره و در زمستان به دست می‌آید.
این سبزی برای کبد و تصفیه خون بسیار مفید است طعم و مزه آن کمی تلخ و شبیه به مزه ساقه کرفس است.
کاسنی فرنگی در استانهای شمالی فرانسه به عمل می‌آید و بلژیکی‌ها ریشه آن را خشک کرده و به فرانسه، آلمان صادر می‌کنند که در آن جا به مصارف دارویی می‌رسد.

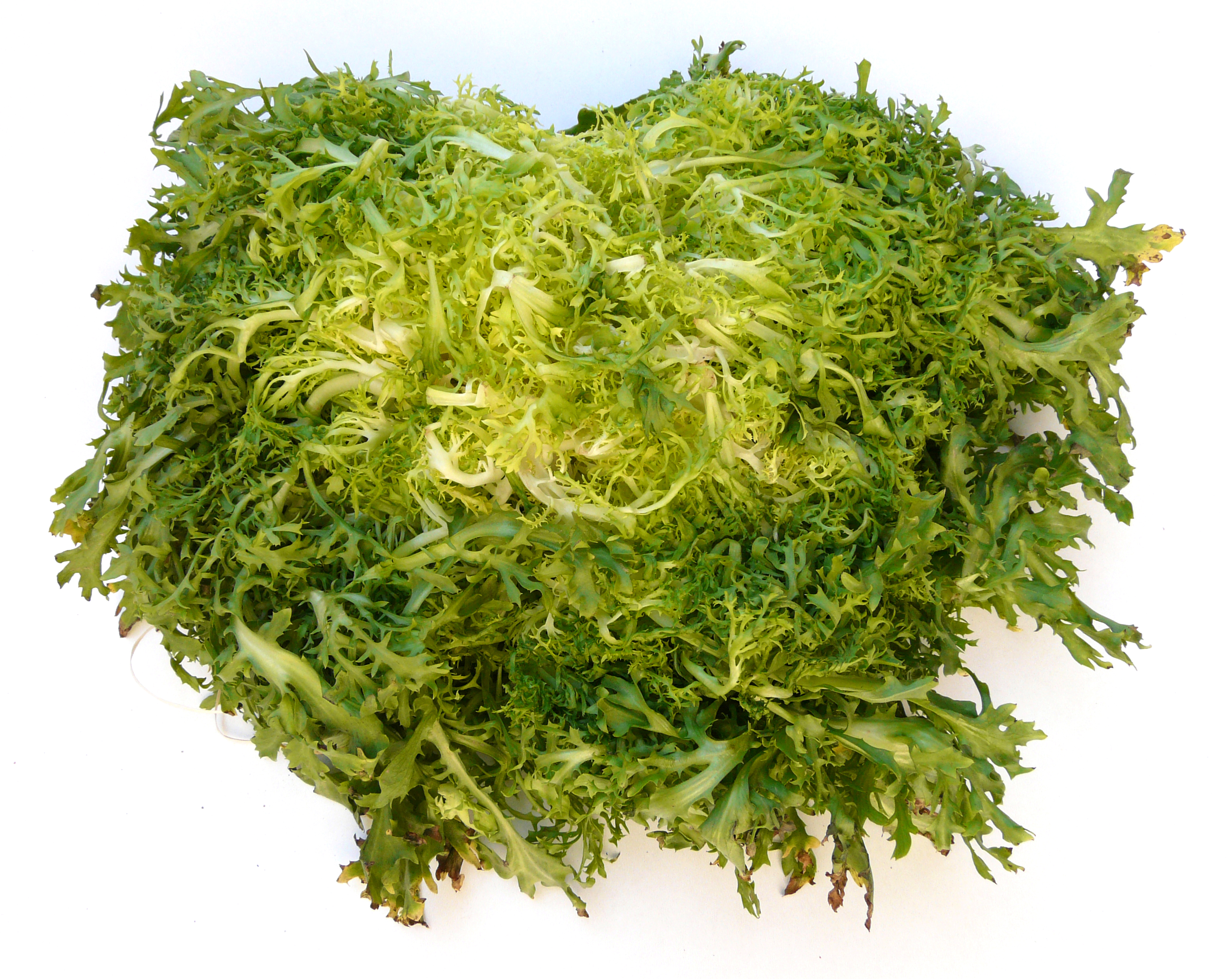
Frisée (withered)

بهترین نوع کاسنی فرنگی از بلژیک به دست می‌آید. در این کشور کشت آن بی‌اندازه رواج دارد و محصول فراوانی برای صدور به کشورهای خارج به دست می‌آید که به آن کاسنی بروکسل می‌گویند.